# Doug Wimbish
Doug Wimbish (Bloomfield, 22 settembre 1956) è un bassista statunitense noto per i suoi dischi con la hard rock band Living Colour.

## Carriera
Ha suonato e registrato per una grande quantità di artisti, come Mick Jagger, Madonna, Michael Bolton, Naomi Campbell, Carly Simon, Gary Go, Al Green, George Clinton, Jeff Beck, Mos Def. Wimbish è considerato uno dei migliori bassisti e nell'uso di effettistica con il basso elettrico.
Inizia all'età di dodici anni suonando la chitarra passando poi al basso elettrico all'età di quattordici anni. Nel 1979 insieme al chitarrista Skip McDonald e al batterista Keith LeBlanc viene convocato per formare la sezione ritmica dell'etichetta house Sugarhill Records suonando nella maggior parte delle produzioni (Grandmaster Flash).
Dal 1984, nel suo studio di registrazione, si esibisce al basso elettrico suonando tante cover, ad esempio quella del brano Laura, interpretato nel 1982 da Cristina D'Avena e usato come sigla dell'omonima serie animata.

## Discografia
Solo
- 1999 - Trippy Notes for Bass

Con i Living Colour
- 1993 - Stain
- 1995 - Pride (raccolta)
- 2003 - Collideøscope
- 2009 - The Chair in the Doorway
- 2017 - Shade

Con altri artisti
- 1987 Mick Jagger - Primitive Cool
- 1989 Tackhead - Friendly as a Handgrenade
- 1991 Seal - Seal
- 1992 Annie Lennox - DIVA
- 1992 Madonna - Erotica
- 1993 Mick Jagger - Wandering Spirit
- 1993 Joe Satriani - Time Machine
- 1995 Annie Lennox - Medusa
- 1997 Rolling Stones - Bridges to Babylon
- 1997 Depeche Mode - Ultra
- 1999 Jungle Funk - Jungle Funk
- 1999 Mos Def - Black on Both Sides
- 2003 Chris Catena - Freak Out
- 2007 Tarja Turunen - My Winter Storm
- 2009 Gary Go - Gary Go